# Fondo Latinoamericano de Reservas
El Fondo Latinoamericano de Reservas (FLAR), antiguamente como Fondo Andino de Reservas, es una organización financiera de carácter internacional conformada por Bolivia, Colombia, Costa Rica, Ecuador, Paraguay, Perú, Uruguay, Chile y Venezuela. El FLAR forma parte del Sistema Andino de Integración y tiene su sede en Bogotá, Colombia.

## Historia
Inicialmente denominado Fondo Andino de Reservas (FAR), fue constituido el 12 de noviembre de 1978, por los países signatarios del Acuerdo de Cartagena (Bolivia, Colombia, Ecuador, Perú y Venezuela). 
El 10 de junio de 1988, se suscribió el Convenio Constitutivo del Fondo Latinoamericano de Reservas, con lo cual quedó derogado el Convenio anterior, que establecía el Fondo Andino de Reservas; y se le permitió a la organización admitir otros países latinoamericanos. De esta manera, los activos, pasivos y patrimonio del FAR fueron asumidos por el FLAR.
El 1 de septiembre de 2000, la República de Costa Rica adhirió al FLAR, y se convirtió en su sexto país miembro. En 2009 la República Oriental del Uruguay fue aceptada en el fondo.
El Directorio del FLAR, en su LXXII Reunión Ordinaria del 23 de septiembre de 2013, y la Asamblea del FLAR, en su XXVII Reunión Extraordinaria del 24 de septiembre de 2013, aprobaron el ingreso de la República del Paraguay como nuevo país miembro del FLAR. 
Con la entrada de la República del Paraguay, son ocho los países miembros que ya pueden contar con un seguro de liquidez externa, a través del FLAR. 
alianza mesa de segunda

## Objetivos
El FLAR tiene tres objetivos principales:
- Brindar apoyo a la balanza de pagos de los países miembros, otorgando créditos de corto y largo plazo, con recursos aportados por los bancos centrales.
- Contribuir a la armonización de las políticas cambiarias, monetarias y financieras de los países miembros.
- Prestar servicios de administración de las reservas internacionales a los países miembros.

## Países miembros y capital
| Nº | País       | Capital suscrito (a agosto 2011) $US | Capital pagado (a agosto 2011) $US |
| 1  | Bolivia    | 234.400.000                          | 195.700.000                        |
| 2  | Colombia   | 468.800.000                          | 391.300.000                        |
| 3  | Costa Rica | 234.400.000                          | 195.700.000                        |
| 4  | Ecuador    | 234.400.000                          | 195.700.000                        |
| 5  | Perú       | 468.800.000                          | 391.300.000                        |
| 6  | Uruguay    | 234.400.000                          | 195.700.000                        |
| 7  | Venezuela  | 468.800.000                          | 391.300.000                        |
| -  | Total      | 2.344.000.000                        | 1.995.400.000                      |

Existe el compromiso por parte de los países miembros de pagar el capital suscrito mediante la capitalización de utilidades hasta 2021.
| Nº | País       | Capital suscrito (a junio 2021) $US | Capital pagado (a junio 2021) $US |
| 1  | Bolivia    | 328.000.000                         | 265.800.000                       |
| 2  | Colombia   | 656.000.000                         | 531.700.000                       |
| 3  | Costa Rica | 656.000.000                         | 531.700.000                       |
| 4  | Ecuador    | 328.000.000                         | 265.800.000                       |
| 5  | Paraguay   | 328.000.000                         | 265.400.000                       |
| 6  | Perú       | 656.000.000                         | 531.700.000                       |
| 7  | Uruguay    | 328.000.000                         | 266.400.000                       |
| 8  | Venezuela  | 656.000.000                         | 30.700.000                        |
| -  | Total      | 3.938.400.000                       | 2.689.300.000                     |

## Modalidades crediticias
- Crédito de apoyo a balanza de pagos: Se otorga a solicitud de los bancos centrales respectivos, por un plazo máximo de 4 años incluyendo un año de gracia. Su propósito es fortalecer la posición de reservas internacionales de los países y atender sus requerimientos de divisas, con un mínimo de condicionalidad en cuanto a la política para restablecer la capacidad de pago del país.
- Crédito de liquidez: Dirigido a satisfacer necesidades extraordinarias de divisas, durante períodos desde 6 meses hasta un año.
- Crédito contingente: Tiene el propósito de contribuir a incrementar las reservas internacionales ante situaciones de presiones especulativas y expectativas adversas sobre el mercado cambiario.
- Crédito de apoyo a la reestructuración de la deuda pública externa: Concedido a los bancos centrales para facilitar los procesos de renegociación de la deuda externa del sector público.

## Órganos de administración
- La Asamblea de Representantes, constituida por los Ministros de Hacienda o Finanzas o el correspondiente que señale el Gobierno de cada uno de los países miembros, cada uno con un voto.
- El Directorio, constituido por los Gobernadores de los Bancos Centrales de los países miembros, con voz y voto, y por el presidente Ejecutivo, con voz, pero sin voto.
- La Presidencia Ejecutiva es el órgano permanente de administración del Fondo.

## Presidentes del FLAR
- Fernando Gaviria Cadavid, 1978-1981
- Raúl Salazar Olivares, 1982-1985
- Guillermo Castañeda Mungi, 1985-1994
- Miguel Velasco Bosshard, 1995-1998
- Roberto Guarnieri, 1998-2003
- Julio Velarde, 2004-2006
- José Darío Uribe, 2017-(actualidad)